# Óscar Aibar
Óscar Aibar, né à Barcelone en 1967, est un réalisateur espagnol, créateur d'El Bosc, film fantastique, en 2012.